# Oxylobium microphyllum
Oxylobium microphyllum är en ärtväxtart som beskrevs av George Bentham. Oxylobium microphyllum ingår i släktet Oxylobium och familjen ärtväxter. Inga underarter finns listade i Catalogue of Life.